# Allan Ekelund
Pour les articles homonymes, voir Ekelund.
Allan Ekelund est un producteur de cinéma suédois né le 16 janvier 1918 à Örebro et mort le 4 septembre 2009  à Stockholm. Il est le producteur de nombreux films de Ingmar Bergman.

## Filmographie
- 1950 : Vers la joie (Till glädje)
- 1951 : Jeux d'été (Sommarlek)
- 1952 : L'Attente des femmes (Kvinnors väntan)
- 1953 : Monika (Sommaren med Monika)
- 1953 : Glasberget
- 1954 : Une leçon d'amour (En Lektion i kärlek)
- 1955 : Sourires d'une nuit d'été (Sommarnattens leende)
- 1956 : Sjunde himlen
- 1956 : Le Dernier Couple qui court (Sista paret ut)
- 1957 : Le Septième Sceau (Sjunde inseglet, Det)
- 1957 : Les Fraises sauvages (Smultronstället)
- 1958 : Le Visage (Ansiktet)
- 1960 : La Source (Jungfrukällan)
- 1960 : L'Œil du diable (Djävulens öga)
- 1961 : À travers le miroir (Såsom i en spegel)
- 1962 : La Maîtresse (Älskarinnan)
- 1962 : Nattvardsgästerna
- 1963 : Le Silence (Tystnaden)
- 1964 : Toutes ses femmes (För att inte tala om alla dessa kvinnor)